# Vlastníci (film)
Vlastníci je filmová komedie z roku 2019 režiséra Jiřího Havelky, kterou natočil podle vlastního scénáře. Příběh vychází ze hry Společenství vlastníků, kterou Havelka též napsal a režíroval a uváděl ji divadelní soubor VOSTO5. Představení získalo Cenu Divadelních novin za sezonu 2017/2018 v kategorii alternativní divadlo.
V hlavních rolích se objevili Tereza Ramba, Vojtěch Kotek, Klára Melíšková, Pavla Tomicová, Ondřej Malý, Dagmar Havlová, Jiří Lábus, Kryštof Hádek, Stanislav Majer, Andrej Polák, David Novotný,Ladislav Trojan, Jiří Černý a Maria Sawa.

## O filmu
Film popisuje schůzi společenství vlastníků jednoho bytového domu. Vlastníci mají různé představy, co s domem udělat.
Manželé Zahrádkovi (Tereza Ramba a Vojtěch Kotek) se snaží dům zachránit a přidávají se k nim nadšení novomanželé Bernáškovi (Maria Sawa a Jiří Černý). Naproti tomu paní Procházková (Pavla Tomicová) s panem Novákem (Ondřej Malý) chtějí svůj majetek nějak zhodnotit, pan Nitranský (Andrej Polák) zase touží po půdě. Paní Roubíčková (Klára Melíšková) žádá důsledné dodržování pravidel schůze, pan Kubát (Jiří Lábus) ale veškerá rozhodnutí sabotuje.

## Obsazení
| Vojtěch Kotek          | Zdeněk Zahrádka         |
| Tereza Ramba           | Zahrádková              |
| Klára Melíšková        | Roubíčková              |
| Jiří Lábus             | Miloš Kubát             |
| Dagmar Havlová         | Horvátová               |
| Pavla Tomicová         | Procházková             |
| Ondřej Malý            | Novák                   |
| David Novotný          | Jirka Švec              |
| Andrej Polák           | Roman Nitranský         |
| Kryštof Hádek          | Čermák 1                |
| Stanislav Majer        | Čermák 2                |
| Ladislav Trojan        | profesor Sokol          |
| Jiří Černý             | novomanžel Bernášek     |
| Maria Sawa             | novomanželka Bernášková |
| Halka Třešňáková       | správcová               |
| Darius Benedikt        | Zahrádka                |
| Thomas Richard Brenton | Zahrádka                |

## Vznik filmu a natáčení
Natáčení probíhalo na přelomu let 2018 a 2019, přičemž poslední klapka padla v polovině ledna 2019. Natáčelo se v pražských Holešovicích v modernistické budově Kulturního domu Domovina.
Koproducentem filmu je Česká televize, film podpořili Státní fond kinematografie a workshop MIDPOINT Intensive SK.

## Uvedení a přijetí
Premiéra filmu v kinech proběhla dne 21. listopadu 2019. Televizní premiéru odvysílala Česká televize dne 2. ledna 2021 na programu ČT1, zhlédlo ji 1,634 milionů diváků, podíl sledovanosti ve skupině 15+ činil 35,59 %, a stal se nejsledovanějším pořadem dne.

### Ocenění
- Ceny české filmové kritiky 2019 – 5 nominací, vítězství v kategoriích nejlepší scénář (Jiří Havelka) a nejlepší ženský herecký výkon (Tereza Ramba)
- Český lev 2019 – 12 nominací v 10 kategoriích (+ nominace na nestatutární cenu za nejlepší filmový plakát), vítězství v kategoriích nejlepší scénář (Jiří Havelka), nejlepší ženský herecký výkon v hlavní roli (Tereza Ramba) a nejlepší ženský herecký výkon ve vedlejší roli (Klára Melíšková)